# Vipera berus barani
Vipera berus barani is een giftige slang uit de familie adders (Viperidae).

## Naam en indeling
De wetenschappelijke naam van de slang werd voor het eerst voorgesteld door Wolfgang Böhme en Ulrich Joger in 1984. Later werd de wetenschappelijke naam Pelias barani gebruikt.

## Verspreiding en leefgebied
Vipera berus barani komt endemisch voor in het noordwesten van Turkije.